# Warrior's Dance
Singles de Prodigy
Omen
(2008) Take Me to the Hospital
(2009)
Clip vidéo
[vidéo] « Warrior's Dance », sur YouTube
Warrior's Dance est une chanson du groupe britannique Prodigy extraite de leur album Invaders Must Die sorti le 23 février 2009.
C'était le deuxième single commercial de cet album (après le single promo gratuit Invaders Must Die et Omen). 
La chanson est sortie en single physique (en CD) le 11 mai 2009,, un mois et demi après la sortie de l'album, mais était disponible en téléchargement avant cette date.
La chanson débute à la 79e place du classement des ventes de singles britannique la semaine du 12 au 18 avril 2009 (avant la sortie en single physique) et chaque semaine grimpe dans la liste, atteignant sa meilleure position à la 9e place la semaine du 17 au 23 mai (pour une présence totale de 22 semaines dans le classement).

## Classements
| Classement (2009)              | Meilleure position |
| ------------------------------ | ------------------ |
| Royaume-Uni (UK Dance Chart)   | 1                  |
| Royaume-Uni (UK Singles Chart) | 9                  |